# Thomas Brönnimann
Thomas Brönnimann (* 5. Juli 1968) ist ein Schweizer Politiker (GLP).
Er ist seit dem 1. Juni 2010 Mitglied des Grossen Rats des Kantons Bern. Seit 2018 ist er Mitglied der Bildungskommission und der Sicherheitskommission. Zudem ist Brönnimann seit 2014 Mitglied der Regierung der Gemeinde Köniz, wo er der Direktion Sicherheit und Liegenschaften vorsteht.
Brönnimann wohnt in Mittelhäusern.